# Kang Sheng
Kang Sheng (chino: 康 生; pinyin: Kāng Shēng; c. 1898 - 16 de diciembre de 1975) fue un político, gobernador y miembro del Partido Comunista de China, conocido por haber supervisado el trabajo del aparato de inteligencia y seguridad interna del PCCh durante principios de la década de 1940 y nuevamente en el apogeo de la Revolución Cultural a fines de la década de 1960 y principios de la de 1970. También integró durante algún tiempo la Banda de los Cuatro, aunque posteriormente quedó fuera por un cáncer.
Miembro oficial del Partido Comunista de China desde principios de la década de 1920 y posteriormente vicepresidente del Comité Central de dicho partido, pasó un tiempo en Moscú a principios de la década de 1930, donde aprendió los métodos de la NKVD y se convirtió en un partidario de Wang Ming para el liderazgo del PCCh. Después de regresar a China a fines de la década de 1930, Kang Sheng cambió su lealtad a Mao Zedong y se convirtió en un colaborador cercano de Mao durante la segunda guerra sino-japonesa, la guerra civil china y después. Permaneció en o cerca de la cima del poder en la República Popular de China desde su establecimiento en 1949 hasta su muerte en 1975. Después de la muerte del presidente Mao y el posterior arresto de la Banda de los Cuatro, Kang Sheng fue acusado de compartir la responsabilidad con la Pandilla por los excesos de la Revolución Cultural y en 1980 fue expulsado póstumamente del PCCh.

## Mandatario
Fue gobernador de la provincia de Shandong desde 1949 hasta 1955, siendo reemplazado por Zhao Jianmin.